# Leandre Cervera i Astor
Leandre Cervera i Astor, né le 13 août 1891 à Gràcia (alors commune indépendante de la périphérie de Barcelone) et mort le 22 juillet 1964 à Barcelone, est un médecin et homme politique catalan.

## Biographie

### Carrière médicale
Fils d'une famille carliste originaire de la comarque valencienne de Los Serranos, il est diplômé comme vétérinaire en 1911 et médecin en 1914..
En tant que médecin, il travaille avec Ramon Turró i Darder au Laboratoire municipal de Barcelone, à l'école de physiologie d'August Pi i Sunyer et à l'Institut de physiologie de la Mancommunauté de Catalogne en 1920. Il est directeur du laboratoire de pathologie des services techniques d'agriculture de Catalogne, mais est destitué en 1924 par Miguel Primo de Rivera. Il est plus tard secrétaire puis président de la Société de biologie de Barcelone de 1935 à 1963 et de la future Société catalane de biologie. Il se spécialise dans l'étude de maladies métaboliques et endocrines. Il est également fondateur et rédacteur en chef de la revue La Medicina Catalana de 1933 à 1938.

### Carrière politique
En tant qu'homme politique, il est l'un des fondateurs et vice-président du parti Acció Republicana de Catalunya en 1930 et l'un des fondateurs d'Acció Catalana Republicana. À la fin de la guerre civile espagnole en 1939 il prend l'exil. En 1946, il est membre adjoint de l'Institut d'Estudis Catalans, avant d'en devenir membre honoraire en 1950.

## Œuvres
- La fisiologia dels animals domèstics (1923)
- Fisiología y patología de las glándulas endocrinas (1926)
- La nostra gent: Dr. Turró (1926)
- Letamendisme i unitat psicosomàtica (1926)